# هانا لوكس دافيس
هانا لوكس دافيس (بالإنجليزية: Hannah Lux Davis)‏ (ولدت: 17 مايو 1986 - )؛ هي مخرجة أغاني مصورة أمريكية، والتي اشتهرت بإخراجها كليبات غنائية لفنانات مشهورات مثل أريانا غراندي، مايلي سايرس، جيسي جي وغيرهم.

## روابط خارجية
- هانا لوكس دافيس على موقع IMDb (الإنجليزية)
- هانا لوكس دافيس على موقع ميوزك برينز (الإنجليزية)
- هانا لوكس دافيس على موقع ديسكوغز (الإنجليزية)
- هانا لوكس دافيس على موقع قاعدة بيانات الفيلم (الإنجليزية)